# Астероид класса L
Спектральный класс L — это сравнительно редкий класс астероидов с сильно красноватым спектром на длине волны от 0,75 мкм, но без чётко выраженных линий поглощения. По сравнению с классом K, астероиды данного класса обладают более красноватым спектром в видимом и инфракрасном диапазоне длин волн.
В классификации Толена астероиды этого класса были отнесены к классу S с нейтральным спектром, поэтому класс L официально представлен только в классификации SMASS. Необычными спектрами класса L обладают астероиды:
- (387) Аквитания
- (980) Анакостия

## Астероид подкласса Ld
Этот подкласс в классификации SMASS схожи по характеристикам с классом L и тоже обладает ровным спектром без чётких линий поглощения, но на более длинных волнах, нежели 0,75 мкм, но ещё более красным, что роднит его с классом D. Примером может служить астероид (728) Леонисида, но он также классифицируется и как класс A.